# Guaram III de Iberia
Guaram III (en georgiano: გუარამ III), de la dinastía Guaramida, fue príncipe presidente de Iberia (Kartli, Georgia oriental) desde antes que 693 a 748.
Guaram III fue investido con el título bizantino de curopalates, y así, debe haber sucedido a su padre o abuelo Guaram II poco antes 693, antes de que el resurgente Califato expulsara a los Bizantinos de la región del Cáucaso.
La crónica del año 800 del Pseudo-Juansher también se refiere a los príncipes Mihr, Archil, y los hijos de este último – Iovane y Juansher– en este periodo. Sin embargo, ninguno de estos individuos eran príncipes presidentes de Iberia, sino los gobernantes provinciales de Kajetia en el este.
Guaram III tuvo un hijo también llamado Guaram (o Gurgen), y dos hijas anónimas una de las cuales se casó con el príncipe Cosroida Archil, y la otra con el príncipe Bagrátida Vasak. Su hijo, Guaram/Gurgen se casó con un princesa Nersianida princesa, hija de Adarnase III, con la que tuvo a  Esteban III.